# Iwona Okrzesik
Iwona Okrzesik, född 22 juni 1972, är en polsk bågskytt. Hon deltog vid olympiska sommarspelen 1992.